# Telefonväxel 10dl, 2B

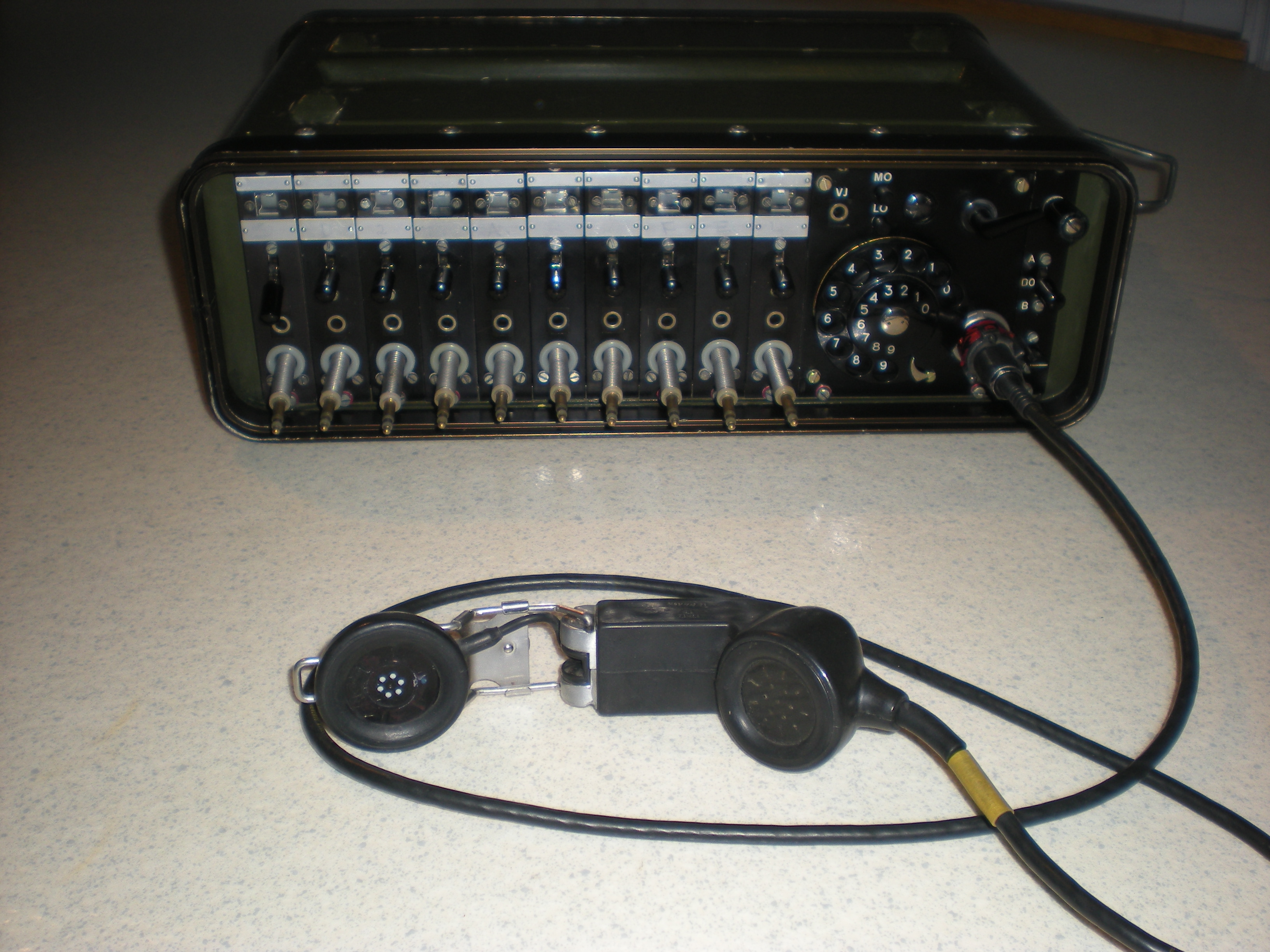
Telefonväxel 10DL, 2B

Telefonväxel 10 DL är en manuell telefonväxel av snörlinjetyp som används vid lägre staber inom det svenska försvaret. Den är utrustad för anslutning av 10 linjer. Telefonväxel 10 DL, 2B är en komplett växel som kan användas som enskild växel. Växeln kan anslutas till lokalbatterinät (LB-nät), manuellt centralbatterinät (CB-nät) och automatiskt nät (AT-nät). I lokalbatterinät inkopplas uteslutande fälttelefonapparat m/37.
Telefonväxelns stomme, är av glasfibermaterial och har fästanordningar för de båda locken. För att växeln lättare skall kunna staplas tillsammans med växeltillsatsen (eventuellt flera) finns på undersidan och översidan av stommen fyra klackar och uttag som passar in i motsvarande klackar och uttag på växeltillsats 14DL,B. På insidan av det bakre locket finns en väska för förvaring av handmikrotelefonen, två axelremmar och vev för signalinduktorn. Med axelremmarna kan växeln bäras på ryggen. Locket fästs vid stommen med två lås. Även det främre locket fästs vid stommen med två lås. Locken har fästringar för axelremmarna och handtag i vilka växeln kan bäras. Framtill i stommen sitter i ordning från vänster de tio snörenheterna, expeditionsenheten och DO-enheten. Snörenheterna och DO-enheten fästs vardera med två och expeditionsenheten med fyra oförlorbara skruvar med röda brickor. Varje enhet är elektriskt förbunden med bakstyckets kabling över ett 12-poligt hylstag (DO-enheten 8-poligt).

## Teknisk data
- Växeltyp: Snörväxel, lokalbatteri
- Antal linjer: 10 DL, 2B: 10 linjer
- Anslutning till: LB-nät, manuellt CB-nät och AT-nät
- Anrop från växeln: Ringinduktor eller fingerskiva
- Anropsmarkering: Anropsklaff, summerindikering
- Strömförsörjning: Mikrofon 2x1,5 V, torrbatterier
- Summer 2x1,5 V, torrbatterier (placerade i exp-enhet)
- Dimensioner: (bxhxd): 10 DL, 2: 460x145x410 mm
- Vikt: 10 DL, 2B: 22 kg

Bakstyckets insida
På bakstyckets insida finns 15 stifttag för anslutning av enheterna (tre av dessa utnyttjas inte), samt styrstift för varje enhet. 
De mångpoliga hylstagen på enheterna skjuts in på bakstyckets stifttag. På utsidan finns 14 par polskruvar (polskruv La och polskruv Lb) för direkt anslutning av ledningar typ telefonkabel DL, och ett par polskruvar (La och Lb) för anslutning av yttre expeditionsapparat. Endast paren märkta 0—9 [0—4] kan användas här. Dessutom finns på utsidan ett anslutningstag för stationskabeln, en jordskruv och två hylstag för anslutning av växeltillsatser genom mellankopplingskabel. Vid spänningsmatning från yttre spänningskälla ansluts spänningen till ett av hylstagen för mellankopplingskabeln. Anslutningen sker med särskild anslutningskabel som anskaffas i varje enskilt fall. 

## Extrautrustning
För att underlätta ledningsdragningen inom stationsplatser finns följande extra utrustning:
- Stationskabel 20 m
- Stationskabel 100 m
- Anslutningsplint 10DL,2

Stationskablar
De båda stationskablarna är lika, endast längden skiljer. Kablarna ansluts mellan växelutrustningen och anslutningsplintarna, för att man skall få en enklare ledningsdragning inom stationsplatsen (stabsplatsen). Rullen för stationskabel 100 m är av stålrör. Den har två sektioner, en större och en mindre. På den mindre sektionen lindas slutänden av kabeln (ca 10 m) för att denna skall vara åtkomlig om inte hela kabellängden utnyttjas. För varje sektion finns en läderrem, med vilken man spänner fast kabeln vid transport. Handtaget utgörs av en metallstav, som skjuts in i en hylsa i rullens centrum. Det består av två delar, som hålls samman av en länk. När handtaget inte används förvaras det hopvikt i ett handtagsfack på rullen och hålls kvar av en låsbygel.
Anslutningsplint 10DL,2 
Anslutningsplint 10DL,2 används för anslutning av telefonkabel DL. Plinten i sin tur är ansluten till telefonväxel 10DL,3 eller växeltillsats 14DL,B genom endera av stationskablarna. Plintarna och stationskablarna används för att man skall slippa ha telefonkabel DL inom stationsplatsen (stabsplatsen). Plinten kan antingen spännas fast i ett träd, en stolpe e d med remmarna eller också hängas upp i fästringen på plintens ena gavel på en spik. Plinten har två delplintar, vardera med fem polskruvar La och Lb och en jordskruv J. Delplintarna täcks av lock med gångjärn. På insidan av locken finns skrivplån. Lockens ytterkanter har uttag för telefonkablar DL. Polskruvarna på de båda delplintarna är förbundna med ett mångpoligt tag på anslutningsplintens andra gavel. Taget har bajonettfattning. När plinten inte används skyddas taget med ett lock. Mellan varje polskruv La eller Lb och stommen finns ett överspänningsskydd. 

## Manöverorgan
På telefonväxel 10DL framsida finns samtliga nedan upptagna manöverorgan mm (se bilden "Manöverorganen på Telefonväxel 10DL, 2B")
- 1. Anrops- och slutsignalsklaff AK (på varje snörenhet). Klaffen faller vid anrop eller slutsignal på anslutningsledningen.
- 2. Skrivplån (på varje snörenhet), ett mindre ovanför anrops- och slutsignalsklaffen och ett större nedanför.
- 3. Expeditionsomkastare EO (på varje snörenhet). Omkastaren har två lägen. I nerfällt läge kopplas den till snörenheten anslutna anslutningsledningen till expeditionsenheten (talförbindelse abonnent — växeltelefonist).
- 4. Telefonjack TJ (på varje snörenhet), för uppkoppling av samtal.
- 5. Snöre med propp SP (på varje snörenhet), för uppkoppling av samtal. Snörena är så långa att de räcker till även om två växeltillsatser används.
- 6. Väntjack VJ. När begärd abonnent är upptagen sätts snörproppen i väntjacken.
- 7. Manöveromkopplare MO, återfjädrande tryckomkopplare, används för omkoppling mellan sändning och mottagning av ansluten radiostation.
- 8. Larmomkopplare LO, för omkoppling av larmsignal (summer).
- 9. Blänkare. Visar vitt kors vid signalgivning med signalinduktorn när signal går ut på ledningen.
- 10. Skruvtapp, för påskruvning av vev för signalinduktor.
- 11. Fingerskiva FS, för impulsering på ledningar till automatiska nät.
- 12. Anslutningstag för anslutning av mikrotelefon.
- 13. Delningsomkastare DO, för anslutning av expeditionsutrustningen till en av abonnenterna i en uppkopplad förbindelse.
- 14. Sammanslagningsomkopplare SO. Skall på telefonväxel 10DL, 2B alltid stå med streckmarkeringen i vågrätt läge.